# Bad Energy
«Bad Energy» (с англ. — «Плохая энергия») — песня американского рэпера Juice WRLD с третьего студийного альбома Legends Never Die, выпущенная 10 июля 2020 года на лейблах Grade A Productions и Interscope Records.

## Отзывы
Ян Парк из The Stanford Daily назвал треки «Bad Energy» и «Conversations» «следующими фирменному мягкому стилю эмо-рэпа, отражающими то, как Juice был подавлен своим стилем жизни знаменитости», в которых описается его борьба с наркотиками.

## Коммерческий успех
Песня дебютировала под номером 16 в американском чарте Billboard Hot 100.

## Чарты
| Чарт (2020)                            | Высшая позиция |
| -------------------------------------- | -------------- |
| Австралия (ARIA)                       | 42             |
| Канада (Billboard Canadian Hot 100)    | 36             |
| UK Streaming (Official Charts Company) | 41             |
| США (Billboard Hot 100)                | 16             |
| США (Billboard Hot R&B/Hip-Hop Songs)  | 13             |
| США Rolling Stone Top 100              | 10             |